# 498
| [ Edytuj tabelę ]          |                                         |
| Cesarz Bizancjum           | - 491 Anastazjusz I 518                 |
| Król Franków               | - 481 Chlodwig I 511                    |
| Król Kentu                 | - 488 Oisc 512                          |
| Patriarcha Konstantynopola | - 495 Macedoniusz II 511                |
| Władca Korei               | - 491 Munja 519                         |
| Król Mercji                | - 488 Icel 501                          |
| Król Munsteru              | - 493 Eochaid 523                       |
| Król Ostrogotów            | - 471 Teodoryk Wielki 526               |
| Papież                     | - 496 Anastazy II 498 - 498 Symmach 514 |
| Król Persji                | - 488 Kawad I 531 - 496 Zamasp 498      |
| Król Wandalów              | - 496 Trasamund 523                     |
| Król Wizygotów             | - 484 Alaryk II 507                     |

Rok 498 / CDXCVIII
stulecia: IV wiek ~
V wiek ~
VI wiek

lata: 488 «
493 «
494 «
495 «
496 «
497 «
498
» 499
» 500
» 501
» 502
» 503
» 508

## Wydarzenia
- 22 listopada – Symmachus został wybrany na papieża.
- Anastazjusz zreformował system monetarny. Wprowadził grecki system liczbowy, wycofując rzymski system liczbowy.
- Kawad I ponownie na tronie Sasanidów.

## Urodzili się
- Święty Kewin (data sporna lub przybliżona)

## Zmarli
- 19 listopada – Anastazy II, papież
- Zamasp – cesarz Persji